# إلسا ريفن
إلسا ريفن (21 سبتمبر 1929 - 3 نوفمبر 2020)، هي ممثلة أمريكية، ولدت في تشارلستون في الولايات المتحدة.

## وصلات خارجية
- إلسا ريفن على موقع IMDb (الإنجليزية)
- إلسا ريفن على موقع ألو سيني (الفرنسية)
- إلسا ريفن على موقع أول موفي (الإنجليزية)
- إلسا ريفن على موقع قاعدة بيانات برودواي على الإنترنت (الإنجليزية)
- إلسا ريفن على موقع قاعدة بيانات الأفلام السويدية (السويدية)
- إلسا ريفن على موقع قاعدة بيانات الفيلم (الإنجليزية)
- إلسا ريفن على موقع كينوبويسك (الروسية)